# Frágil
Frágil – peruwiański zespół wykonujący rock progresywny. Jego nazwa nawiązuje do płyty Fragile grupy Yes. Początkowo grał covery utworów angielskich progresywnych grup, później zaczął wydawać własną twórczość nazwiązującą przede wszystkim do Genesis, ale także Yes i Jethro Tull.
W 1981 osiągnął krajowy sukces z singlem Avenida Larco, do którego nakręcono pierwszy w historii Peru teledysk. W latach 90. miał już mniejszą popularność, do czego przyczyniły się zmiany składu, jednak reedycja pierwszej płyty w 1999 doprowadziła do odrodzenia zespołu.
Dyskografia:
- Avenida Larco (1981)
- Serranio (1990)
- Frágil  (1990, kompilacja)
- Cuento Real (1993)
- Alunado (1997)
- Sorpresa Del Tiempo (2002, koncert z orkiestrą)